# Норт Кортланд (Алабама)
Норт Кортланд (енгл. North Courtland) град је у америчкој савезној држави Алабама. По попису становништва из 2010. у њему је живело 632 становника.

## Демографија
Према попису становништва из 2010. у граду је живело 632 становника, што је 167 (20,9%) становника мање него 2000. године.
| Група             | 2000.       | 2010.       |
| Белци             | 19 (2,4%)   | 15 (2,4%)   |
| Афроамериканци    | 779 (97,5%) | 611 (96,7%) |
| Азијати           | 0 (0,0%)    | 0 (0,0%)    |
| Хиспаноамериканци | 6 (0,8%)    | 0 (0,0%)    |
| Укупно            | 799         | 632         |